# Alfred Dompert
Alfred Dompert (* 24. Dezember 1914 in Stuttgart; † 11. August 1991 ebenda) war ein deutscher Leichtathlet und Olympiamedaillengewinner.

## Karriere
Dompert gewann bei den Olympischen Spielen 1936 in Berlin die Bronzemedaille im 3000-Meter-Hindernislauf mit einer Zeit von 9:07,2 Minuten. Domperts Bronzemedaille war die einzige olympische Medaille für einen deutschen Läufer in einer Einzeldisziplin bei den Olympischen Spielen 1936. 1937, 1947 und 1950 war Dompert Deutscher Meister im Hindernislauf. Bereits 1934 errang er mit der 4-mal-1500-Meter-Staffel eine Deutsche Meisterschaft. Dompert startete für die Stuttgarter Kickers. Bei einer Größe von 1,72 m wog er 62 kg.
Später war er Sportdirektor des Württembergischen Leichtathletik-Verbands. 1956 wurde ihm die goldene Ehrennadel des Deutschen Leichtathletik-Verbands verliehen. 1950 war Dompert der erste Preisträger des Rudolf-Harbig-Gedächtnispreises.